# Stan Frankel
Stanley Phillips "Stan" Frankel (Los Angeles, 1919 — maio de 1978) foi um cientista da computação estadunidense.
Estudou na Universidade de Rochester, obtendo um doutorado em física na Universidade da Califórnia em Berkeley, começando sua carreira como pós-doutor sob a tutela de Robert Oppenheimer na Universidade da Califórnia em Berkeley em 1942. 

## Publicações
- Frankel, S Phillips, “Elementary Derivation of Thermal Diffusion,” Physical Review, Volume 57, Number 7, April 1, 1940, p 661.
- Frankel, S and N Metropolis, “Calculations in the Liquid-Drop Model of Fission,” Physical Review, Volume 72, Number 10, November 15, 1947, p 914-925.
- Frankel, Stanley P, “Convergence Rates of Iterative Treatments of Partial Differential Equations,” Mathematical Tables and Other Aids to Computation, Volume 4, 1950, p 65-75.
- Frankel, S P, “The Logical Design of a Simple General Purpose Computer,” IRE Transactions on Electronic Computers, March 1957, p 5-14.
- Frankel, S P, “On the Minimum Logical Complexity Required for a General Purpose Computer,” IRE Transactions on Electronic Computers, December 1958, p 282-284.
- Frankel, Stanley P, “A Logic Design for a Microwave Computer,” IRE Transactions on Electronic Computers, September 1959, p 271-276.
- Frankel, Stanley P and Karol J Mysels, “On the ‘Dimpling’ During the Approach of Two Surfaces,” Journal of Physical Chemistry, Volume 66, January 1962, p 190-191.
- Frankel, Stanley P and Karol J Mysels, “Simplified Theory of Reflectometric Thickness Measurement of Structured Soap and Related Films,” Journal of Applied Physics, Volume 37, Number 10, September 1966, p 3725-3728.